# Parc national de Lossiny Ostrov
Le parc national de Lossiny Ostrov (en russe : Национальный парк « Лосиный Остров », c'est-à-dire parc national de l'« île aux élans »)  est le premier parc national russe. Il est situé en partie sur le territoire de la ville de Moscou en partie sur celui de l'oblast de Moscou.
Sa surface totale est de 128,81 km2. La forêt occupe plus de 90 % de la surface dont le tiers se situe dans les limites de la ville de Moscou. Le parc a été créé en 1983.

## Histoire du parc

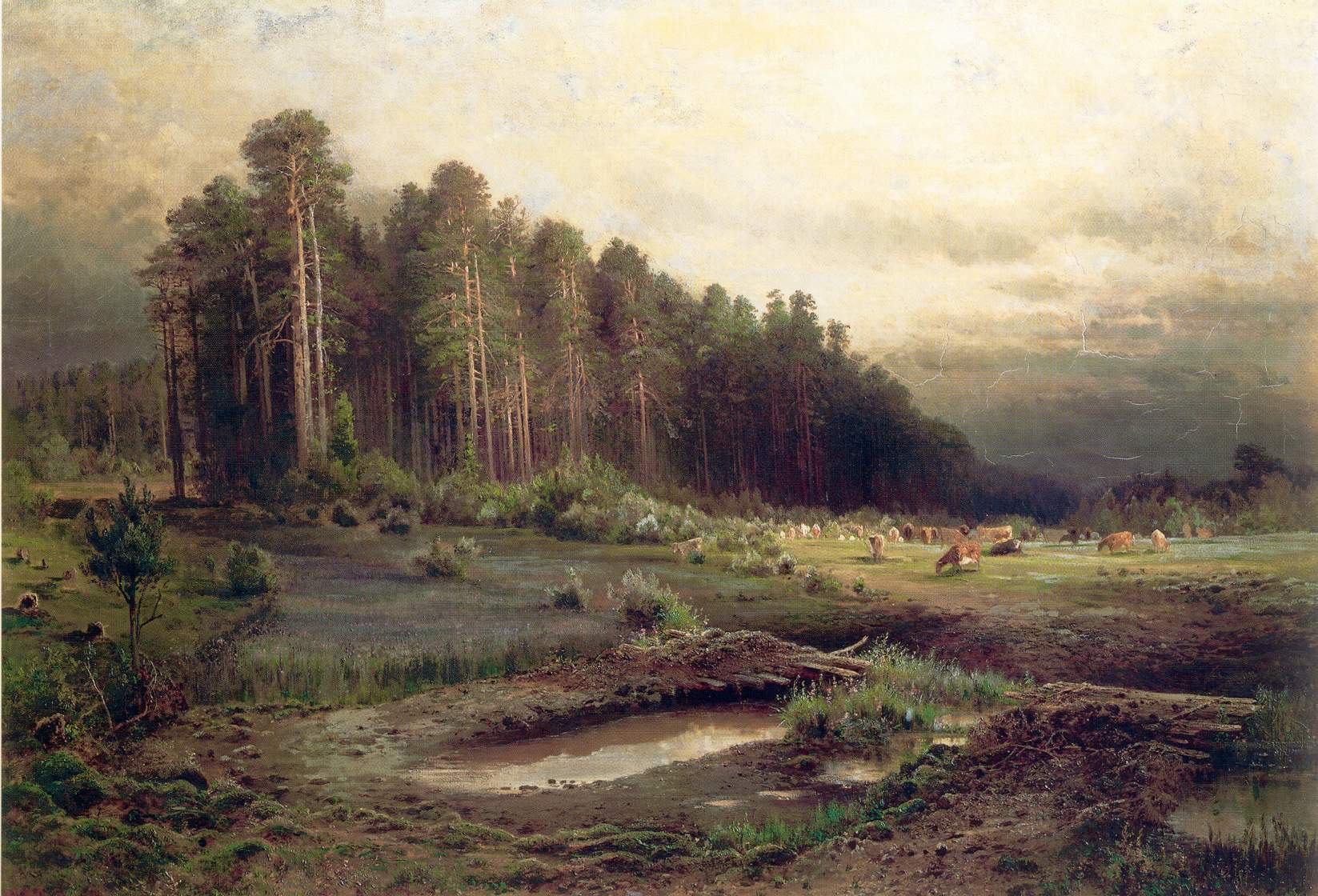
Forêt de Lossiny Ostrov (île aux élans) par Alexeï Savrassov 1869

La forêt de Lossiny Ostrov est citée depuis 1406. Du XVe siècle au XVIIIe siècle les terres avoisinantes faisaient partie du palais du volost de Taininski, et servaient depuis des temps anciens de terrains de chasse pour les princes et les tsars russes. En 1564 Ivan IV chassait l'ours sur ces terres. En 1799 les forêts sont transférées à l'administration des caisses de l'État. Une première expertise topographique y est réalisée ; la forêt est divisée en quartiers, la superficie de chaque quartier étant équivalente à une verste carrée. La première foresterie a été fondée pour la forêt en 1842. L'agent taxateur était alors Egor Grimme et il était secondé par Nikolaï Chelgounov. Les résultats de l'époque renseignaient que l'épinette recouvrait 67 % de l'ensemble forestier. Elle a été remplacée ensuite par le pin et le bouleau.
En 1844, le forestier Vassili Gerchner a commencé à planter de nouvelles forêts dans  Lossiny Ostrov. Pendant 115 ans, des activités forestières, principalement la plantation et la culture de pins y ont été menées. Ces plantations ont résisté aux effets de l'anthropisation intenses.
Au milieu du XIXe siècle, est aménagée la datcha forestière de  Lossiny Ostrov et débute une période d'exploitation forestière systématique.
L'idée de créer un parc national est avancée par le chef des exploitations, le conseiller Vassilievitch Diakov . En 1934, Lossiny Ostrov est incluse dans la ceinture verte de 50 km autour de Moscou.
Une grande partie des arbres de la forêt a été coupée pendant la Seconde Guerre mondiale. En 1943, la décision est prise de restaurer la forêt de  Lossiny Ostrov. La réalisation du plan débute en 1944. En 1979, par une décision conjointe des conseils municipaux et régionaux des députés de Moscou, Lossiny Ostrov a été transformée en parc naturel, puis le 24 août 1983 par décision des ministres de la RSFSR un parc national a été créé .
En septembre 2006, la maire de Moscou Iouri Loujkov a demandé au gouvernement russe une réduction de 150 hectares de la superficie du parc national. Sur cette surface le maire prévoyait de construire le quatrième anneau routier autour de Moscou ainsi que des quartiers résidentiels appelés ville des ambassades. Une compensation de surface aurait été opérée par une partie d'un autre parc. En janvier 2007, le gouvernement russe a refusé au maire cette modification de surface.
En septembre 2016, la station de chemin de fer de l'anneau central de Moscou Belokamennaïa (en) s'est ouverte directement sur le territoire du parc national.
En mars 2019, le premier ministre Dmitri Medvedev a annoncé qu'il chargeait le ministère de l'environnement de modifier les limites du parc  Lossiny Ostrov afin de moderniser la section de l'autoroute A103 Chtchiolkovski . Il est prévu de reprendre 140 ha de territoire du parc naturel dont 54 sont plantes d'arbres. En échange 2 000 ha d'autres forêts de la région de Moscou sera apporté au parc national. Greenpeace Russie a demandé au bureau du procureur général d'empêcher cette opération d'échange avec des terres de Lossiny Ostrov.Le présentateur écologiste Nikolaï Drozdov demande au gouverneur de la région de Moscou Andreï Vorobiev de sauver l'île aux élans.

## Flore et faune

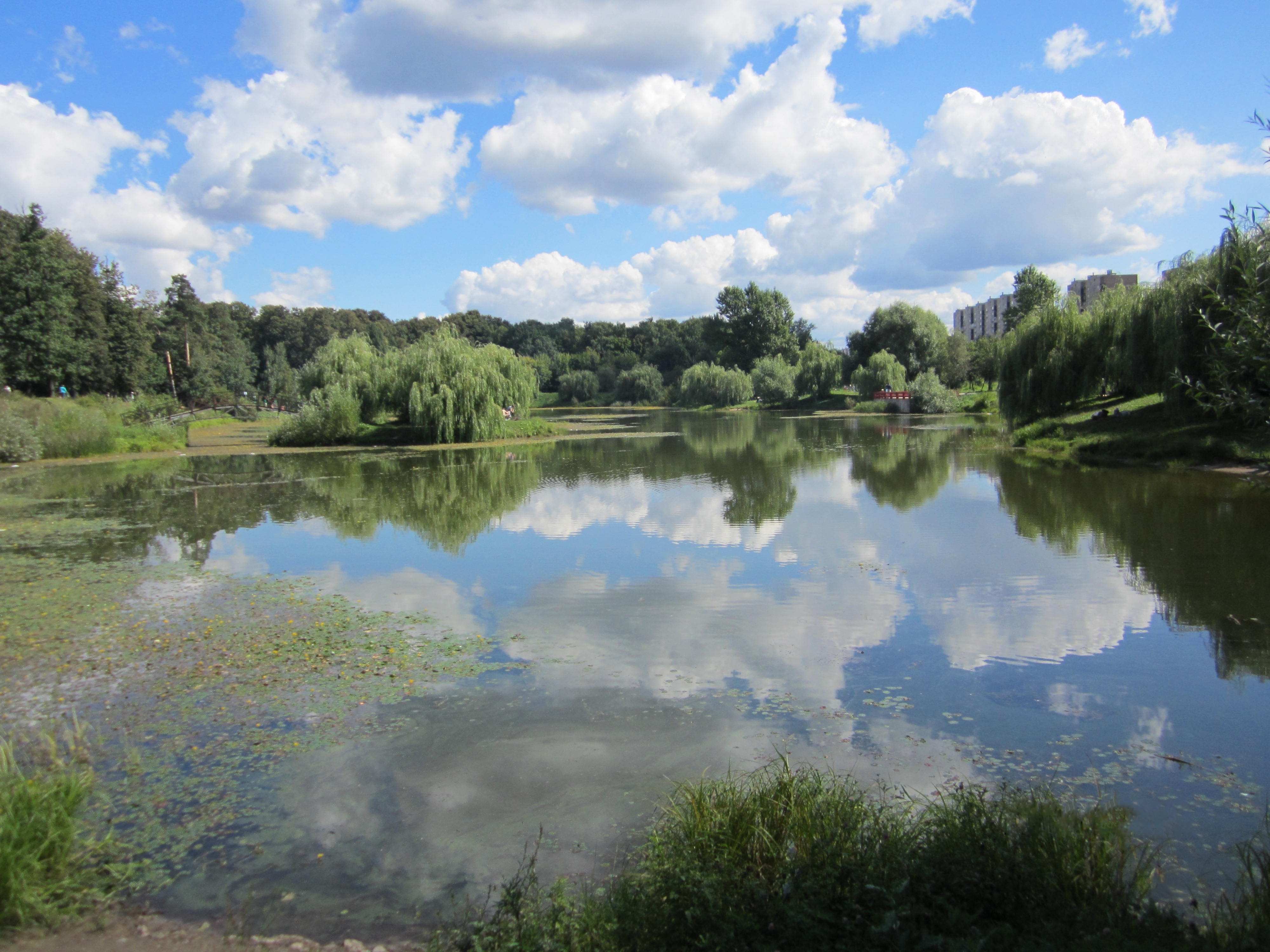
Étang Babaïevski

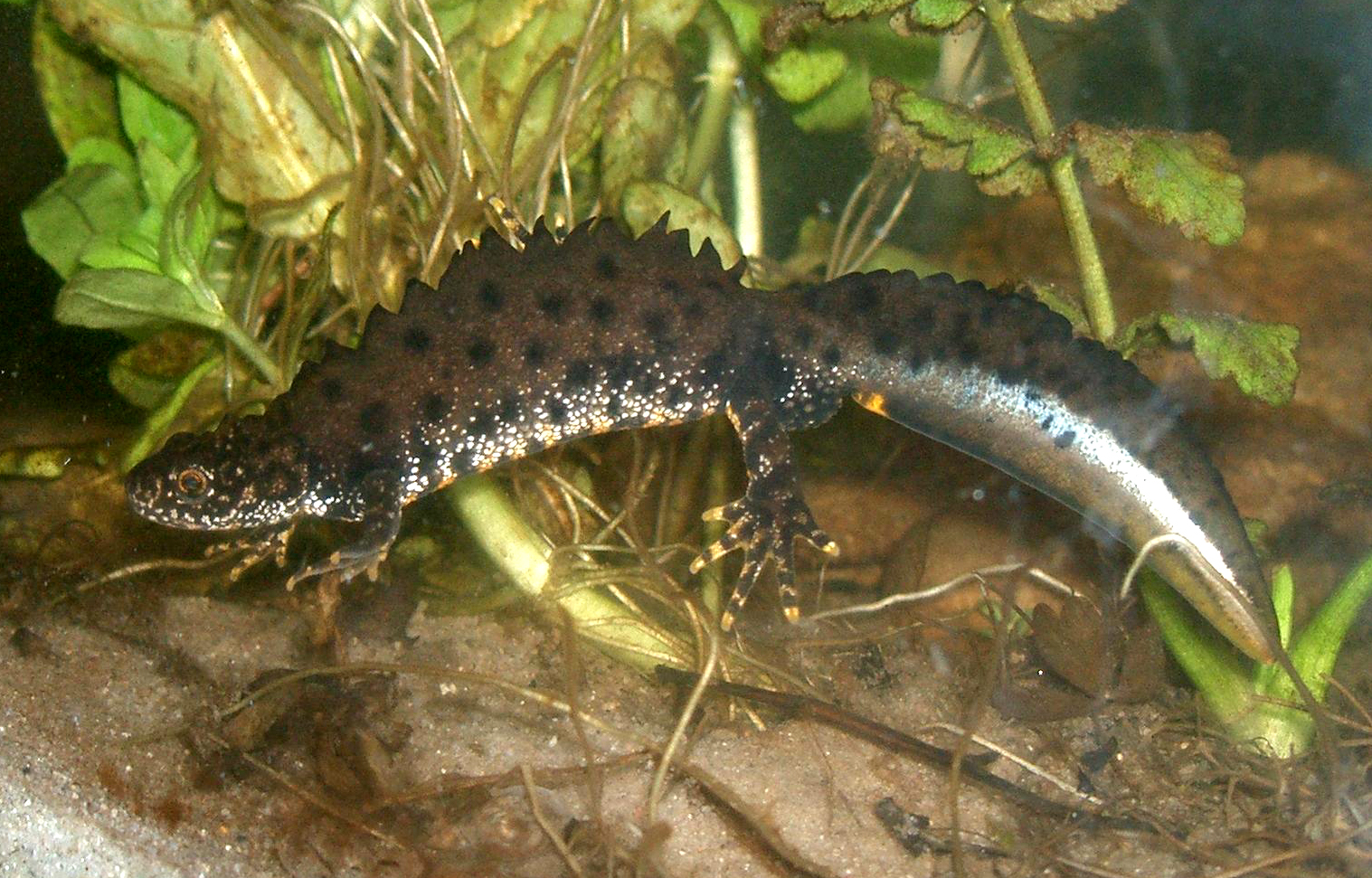
triton crêté

Le parc national est situé dans la sous-zone des forêts d'épicéas de la sous-région Valdaï-Onega de la taïga d'Eurasie. Dans le parc national de Lossiny Ostrov on trouve 500 espèces de plantes vasculaires, dont 32 espèces ligneuses, 37 arbustives. Parmi les essences forestières le bouleau couvre 46 % de la surface, le pin 22 %, l'épicéa 16 %, le tilleul 13 %, le chêne 3 %. La part des autres espèces est négligeable. Les plantes herbacées classées rares et à protéger, sur le territoire de la région de Moscou sont le bois-joli, le muguet de mai, le trolle d'Europe, la campanule à feuilles de pêcher, la campanule gantelée, la platanthera chlorantha, la platanthère à deux feuilles, la néottie nid d'oiseau etc…. C'est le seul endroit de la banlieue de Moscou où pousse l'anémone hépatique.
La faune compte plus de  200 espèces de vertébrés dont plus de 160 espèces d'oiseaux, 38 espèces de mammifères ; 15 espèces de poissons, 10 d'amphibiens (que les résultats des surveillances de 2020 limitent à 6 espèces : le crapaud commun, le triton crêté, le triton commun, la grenouille rieuse, la grenouille rousse et la grenouille des champs, et à deux espèces de reptiles. Selon les informations provenant du personnel du service du maintien et de l'embellissement du parc national, au début de l'année 2013, sur le territoire de Losinny Ostrov vivaient 70 élans, 300 cerfs sika, 200 sangliers, 300 lièvres; on y rencontre aussi le renard roux, le vison d'Amérique, le chien viverrin, l'écureuil roux, le muscardin, le castor commun, le rat musqué, le campagnol roussâtre, le mulot, l'autour des palombes, le pygargue à queue blanche, le balbuzard pêcheur et beaucoup d'autres oiseaux.

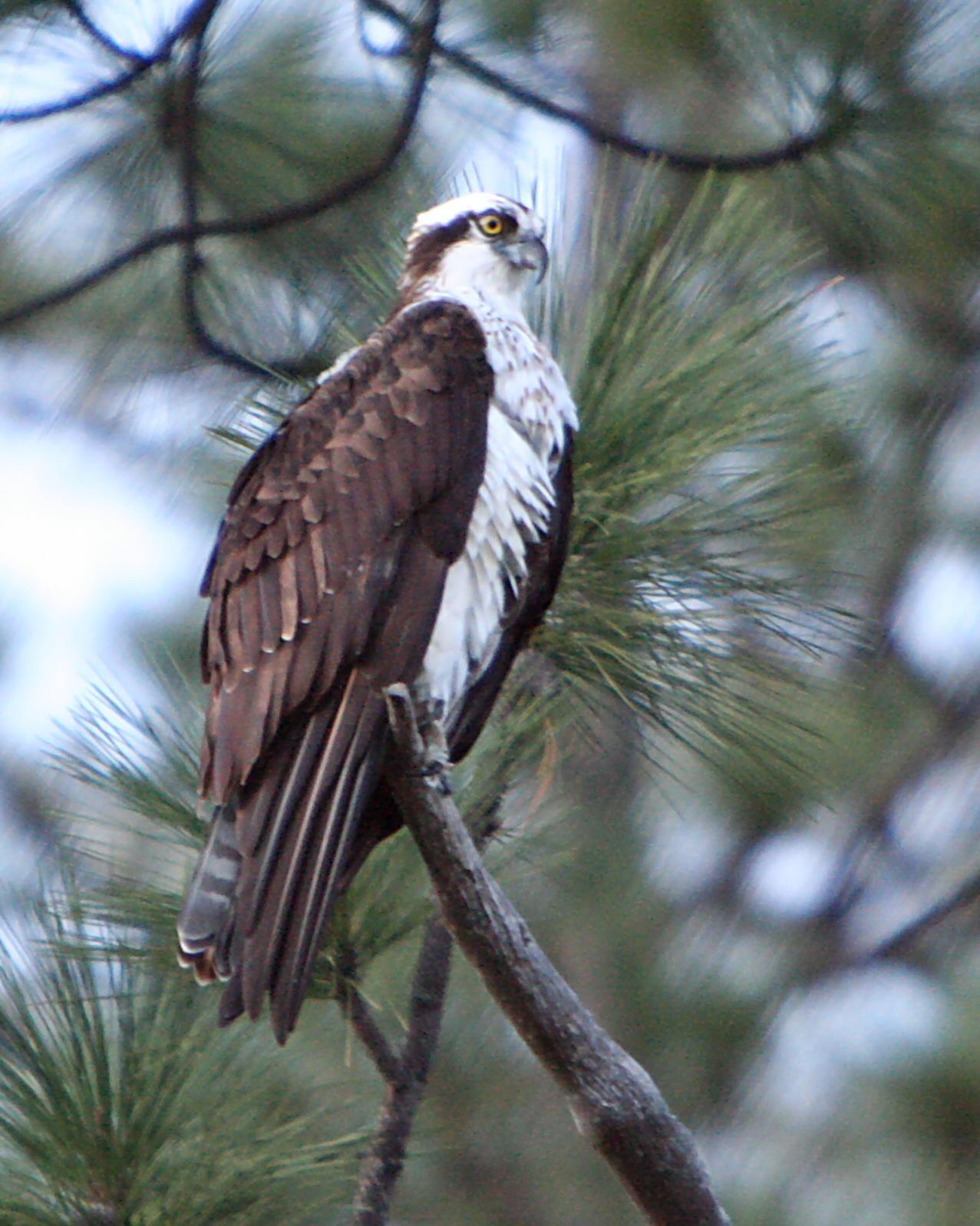
balbuzard pêcheur

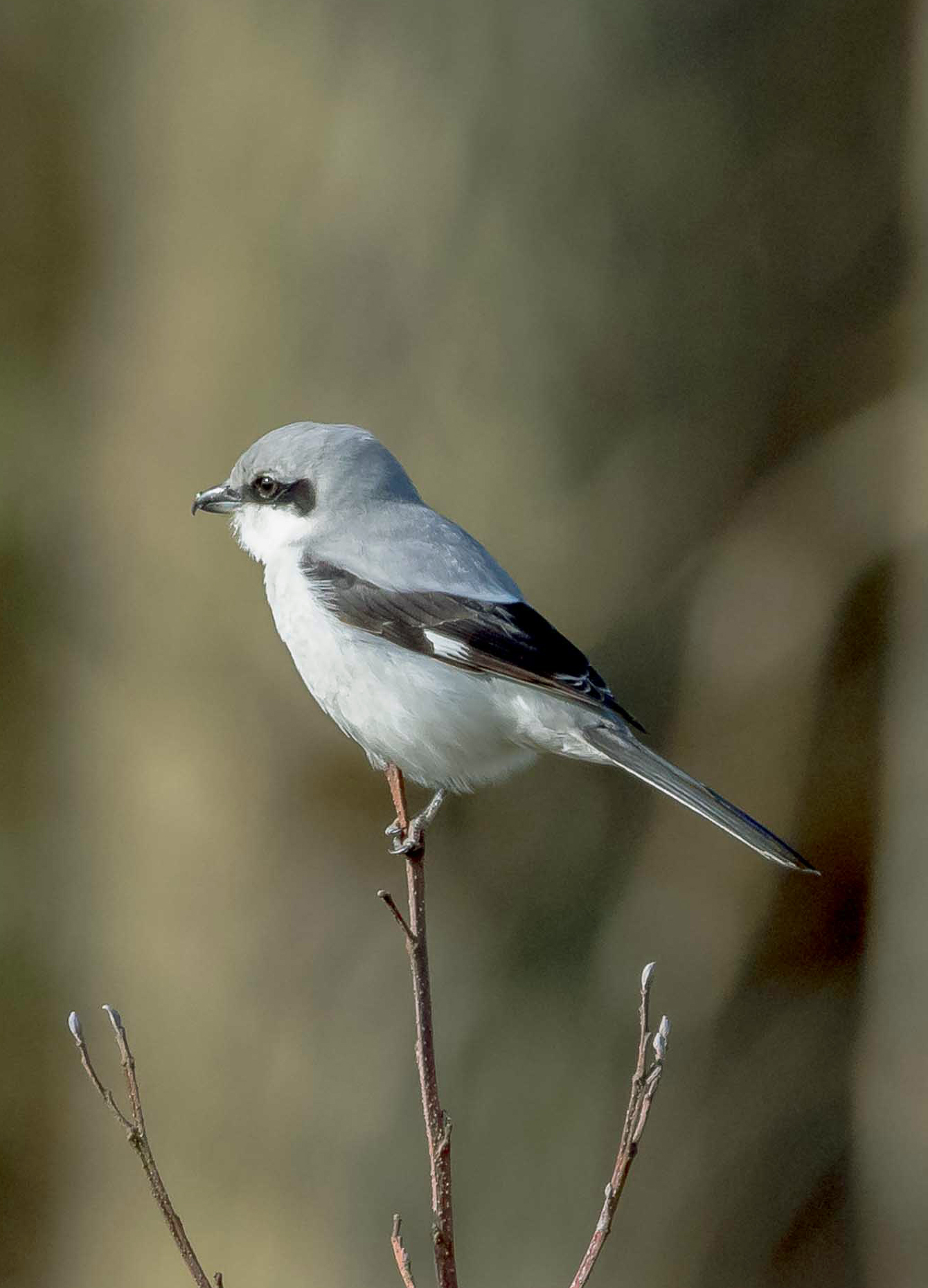
pie-grièche

### Le Livre rouge
Les oiseaux repris dans les listes du livre rouge de Russie que l'on retrouve dans Lossiny Ostrov sont : la pie-grièche grise, le pygargue à queue blanche, le balbuzard pêcheur, la mésange azurée.
Quant à la flore, ce sont: le sparassis crépu, le phallus de chien, l'herícium coralloídes

### Extermination de la faune par des chiens errants
Au début du XXIe siècle, la faune sauvage a été exterminée par des meutes de chiens sans abris vivant dans le parc. Selon le journal Izvestia, une quinzaine de chiens en meute chassaient de jeunes sangliers et des élans, en les éloignant de leurs parents, détruisaient les nids d'oiseaux, attrapaient des écureuils, des hermines des furets et d'autres animaux . Selon le rédacteur en chef du Livre rouge de Moscou Boris Samoïlov, les animaux sans abri de Moscou ont presque entièrement fait disparaître le cerf sika du parc.
Le directeur adjoint du parc, Vladimir Soboliev, a déclaré en 2009 que l'hiver cinq incidents s'étaient produits et avaient provoqué la mort de cerfs, d'élans et de sangliers par des meutes de chiens abandonnés .
Selon le journal Moskovski komsomolets qui se réfère aux employés du parc, 17 cerfs d'extrême-orient ont été introduits dans la partie protégée du parc national de Lossiny Ostrov dans les années 1960. Au début du XXIe siècle le troupeau comptait 200 individus. Mais en 2005, le personnel du parc a commencé à trouver des squelettes de cerfs victimes d'attaques de chiens errants. En 2008-2009 17 cerfs ont été tués , ce qui représente dix pour cent de l'ensemble du troupeau .

### Braconnage
En février 2021 sur le territoire du parc les corps de 16 cerfs tachetés tués par balle ont été découverts.